# Şeyma Korkmaz
Şeyma Korkmaz (* 20. Dezember 1988 in Eskişehir) ist eine türkische Schauspielerin.

## Leben und Karriere
Korkmaz wurde am 20. Dezember 1988 in Eskişehir geboren. Sie besuchte das Çanakkale Güzel Sanatlar Lisesi. Danach studierte sie an der 18 Mart Üniversitesi. Ihr Debüt gab sie 2011 in der Fernsehserie Hayata Beş Kala. Zwischen 2011 und 2018 war sie in der Serie Beni Affet zu sehen. Anschließend trat sie 2015 in dem Film Öyle ya da Böyle auf. Außerdem wurde sie 2020 für die Serie Kuruluş Osman gecastet. 2018 heiratete sie den türkischen Schauspieler Cüneyt Mete. Zwischen 2022 und 2023 spielte Korkmaz in der Serie Bir Küçük Gün Işığı die Nebenrolle der Sude. Zwischen 2023 und 2024 spielte sie Süreyya in der vierten Staffel der Serie Kardeşlerim.

## Filmografie
Filme
- 2015: Öyle ya da Böyle

Serien
- 2011: Hayata Beş Kala
- 2011–2018: Beni Affet
- 2015: Şehrin Melekleri
- 2021–2022: Kuruluş Osman
- 2022–2023: Bir Küçük Gün Işığı
- 2023–2024: Kardeşlerim